# (200097) 1994 UO6
(200097) 1994 UO6 es un asteroide perteneciente al cinturón de asteroides, descubierto el 28 de octubre de 1994 por el equipo del Spacewatch desde el Observatorio Nacional de Kitt Peak, Arizona, Estados Unidos.

## Designación y nombre
Designado provisionalmente como 1994 UO6.

## Características orbitales
1994 UO6 está situado a una distancia media del Sol de 2,736 ua, pudiendo alejarse hasta 3,057 ua y acercarse hasta 2,416 ua. Su excentricidad es 0,117 y la inclinación orbital 3,377 grados. Emplea 1653,66 días en completar una órbita alrededor del Sol.

## Características físicas
La magnitud absoluta de 1994 UO6 es 16,4.